# Finding the Right Notes
Finding the Right Notes ist ein Jazzalbum von Ron Carter. Die von 2014 bis 2021 entstandenen Aufnahmen erschienen 2022 auf In + Out Records. Es ist gleichzeitig das Soundtrack-Album zu Peter Schnells gleichnamigem PBS-Dokumentarfilm.

## Hintergrund
Der Dokumentarfilm Ron Carter: Finding the Right Notes gibt den bislang umfassendsten Einblick in das Leben des Jazz-Bassisten Ron Carter; er wurde nach sechsjähriger Entwicklungszeit am 21. Oktober 2022 erstmals ausgestrahlt. Die Dokumentation wurde von dem Produzenten/Regisseur Peter Schnell hergestellt und inszeniert. Entsprechend der Drehzeit des Dokumentarfilms reichen die Aufnahmedaten für dieses Album von 2014 bis 2021. Sechs der Stücke sind Jazzstandards und vier weitere sind Carters Kompositionen. Carter spielt in einer Vielzahl von Bandkonfigurationen – Duette, Trios, Quartett und mit der WDR Big Band – die drei Stücke, die mit dem Klangkörper aus Köln entstanden sind, waren ursprünglich bei den Sessions für das Album „My Personal Songbook“ von 2014 aufgenommen worden.
Zusätzlich zur Premiere der Fernsehübertragung wurde am 21. Oktober 2022 der Soundtrack des Albums mit bislang unveröfflichten Carter-Auftritten auf CD bei IN+OUT Records veröffentlicht. Im Mittelpunkt des Albums steht die aktuelle Arbeit des Quartetts des Bassisten, mit dem Ron Carter im Sommer 2022 um die Welt tourte, und zu dem Jimmy Greene, Renee Rosnes und Payton Crossley gehören. Die 2-LP-Version des Tonträgers enthält „Nearly“, einen Bonustrack, der nicht auf der CD enthalten ist und in dem Carters Tourband zu erleben ist. Das Album enthält eine beim Newport Jazz Festival gefilmte Live-Performance von Carters Komposition „Soft Winds“ und ein spontanes Bass-Duett des Jazzstandards „Willow Weep for Me“ mit Christian McBride im National Jazz Museum in Harlem. Das Album enthält auch Material von zwei Blue Note-Club-Sessions mit Bill Frisell („My Man’s Gone Now“) und eine erstmalige Aufnahme mit seinem Bassistenkollegen Stanley Clarke in „Bags’ Groove“. Des Weiteren hört man Ron Carter im Gespräch mit Jon Batiste im Power Station Studio zu einem Gespräch und schließlich beim gemeinsamen Spiel von „Sweet Lorraine“.

## Titelliste

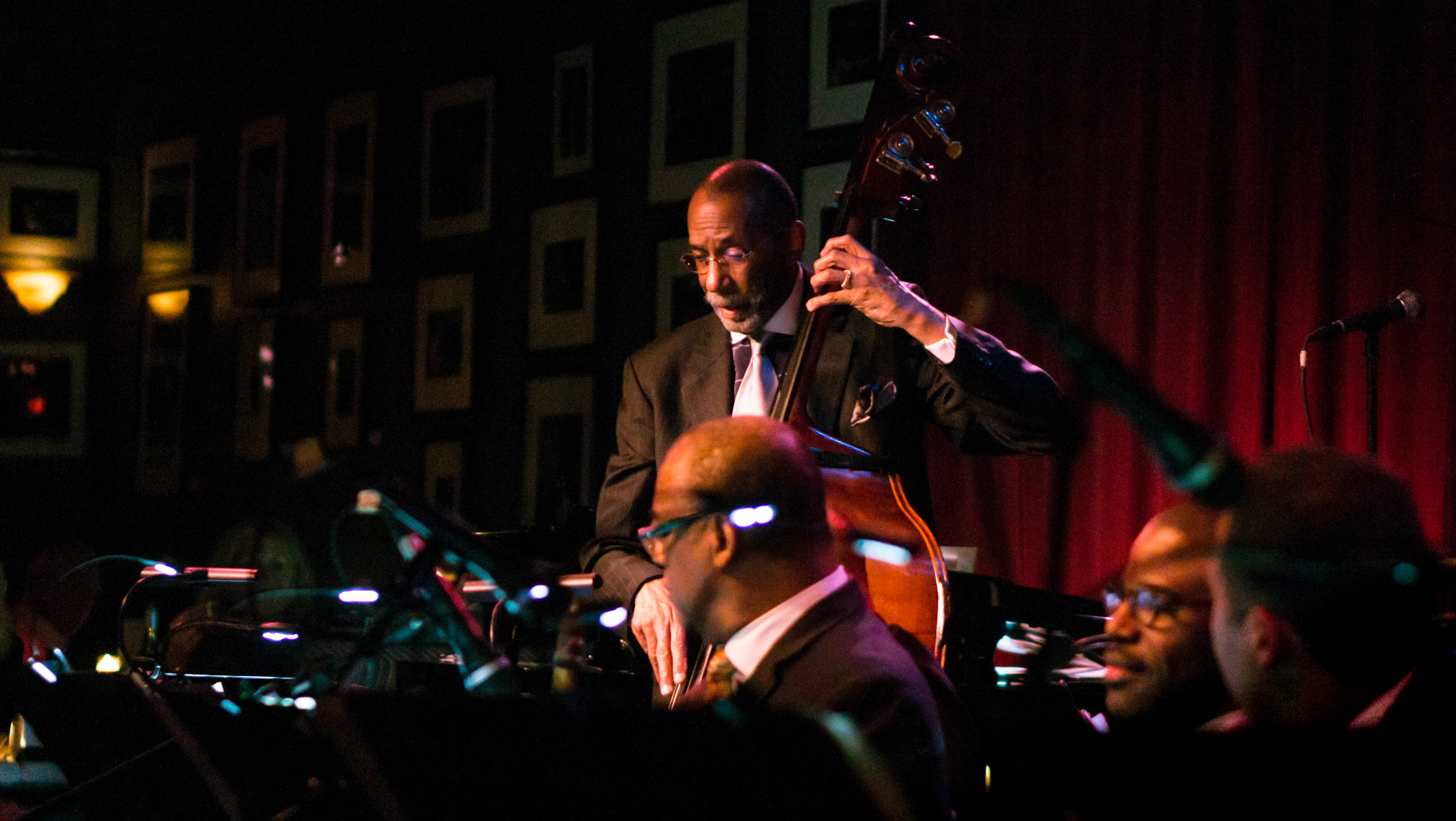
Ron Carter im New Yorker Jazzclub Birdland Oktober 2017

- Ron Carter: Finding the Right Notes (In + Out Records IOR CD77151-2)[3]

1. Receipt, Please
2. Soft Winds (Fletcher Henderson)
3. Flamenco Sketches (Miles Davis)
4. Bags´ Groove (Milt Jackson)
5. Willow Weep for Me (Fats Waller)
6. Blues for D.P.
7. Doom Mood
8. My Man´s Gone Now (Gershwin)
9. A Nice Song
10. Sweet Lorraine (Cliff Burwell, Mitchell Parish)

Wenn nicht anders vermerkt, stammen die Kompositionen von Ron Carter.

### Die Sessions
- Receipt, Please / Doom Mood / Blues For D.P. (WDR Big Band Köln, Ron Carter)
- Soft Winds / A Nice Song (Ron Carter, Russell Malone, Donald Vega)
- Bag's Groove (Ron Carter, Stanley Clarke, Russell Malone)
- Willow Weep For Me (Christian McBride, Ron Carter)
- Flamenco Sketches / Nearly (Ron Carter, Payton Crossley, Renee Rosnes, Jimmy Greene) 6:11
- My Man's Gone Now (Ron Carter, Bill Frisell)
- Sweet Lorraine (Ron Carter, Jon Batiste)

Aufgenommen wurde das Album im WDR Köln, vom 1. bis 4. Juli 2014, auf dem Newport Jazz Festival am 3. August 2019; im Club Fasching, Stockholm, am 17. November 2018, im Club Blue Note, New York, am 2. April und 2. Mai 2017, im Harlem Jazz Museum am 24. September 2019, im Theaterstübchen Kassel am 30. Oktober 2016 und im Studio Record Plant, New York, am 29. September 2021.

## Rezeption
Alyn Shipton schrieb in Jazzwise,  hier zeige sich Carters Bandbreite und Offenheit. Er bewege sich mit „Sweet Lorraine“, einem Duo mit dem Pianisten Jon Batiste, in der Geschichte des Jazz zurück, teile die Bühne mit den Bassisten Stanley Clarke und Christian McBride (in einer explorativen Interpretation von „Willow Weep for Me“) und mit Bill Frisell spiele er ein sensibles Duo auf „My Man’s Gone Now“. Das erinnert den Rezensenten an die wöchentlichen Sessions in den 1980er-Jahren, bei denen man Carter in Spiel mit Jim Hall erleben konnte, wie sie Balladen auseinandernahmen. Doch um zu beweisen, dass er in einem großen Ensemble ebenso zu Hause sei wie in diesen nuancierten kleinen Besetzungen, würde er sich für drei Stück zur WDR-Bigband dazugesellen. Von diesen sei das lebhafte „Receipt Please“ das Highlight, seine positiven und besinnlichen Basslinien trieben die Rhythmusgruppe ständig an, um einige feine Soli und Ensemblespiele zu unterstützen, und geben ihm Soloraum für seine eigenen erfinderischen melodischen Ideen und feinen akkordischen Doppelgriffe.